# Клин (Кам'янський район)
Клин — село в Україні, у Кам'янському районі Дніпропетровської області. Населення за переписом 2012 року складало 15 осіб

## Географія
Село Клин знаходиться на відстані 1,5 км від села Попівка.

## Населення

### Мова
Розподіл населення за рідною мовою за даними перепису 2024 року:
| Мова       | Відсоток |
| ---------- | -------- |
| українська | 100 %    |